# Rutger Adolf Benthem Reddingius
Rutger Adolf Benthem Reddingius (Dronrijp, 3 maart 1801 - Ten Boer, 30 mei 1863) was een Nederlandse arts en burgemeester.

## Leven en werk
Reddingius, telg uit het geslacht Reddingius dat werd opgenomen in het genealogisch naslagwerk Nederland's Patriciaat, was een zoon van predikant Wibrandus Gerardus Reddingius (1776-1852) en Wijtje Benthem. Hij werd met naam en toenaam vernoemd naar zijn grootvader van moederskant, Rutger Adolf Benthem. Hij studeerde vanaf 1818 medicijnen aan de Groninger Hogeschool en promoveerde in 1824 met zijn dissertatie De vi atque eflectu mortis et dementiae, cum in reorum damnationem tum in damnatorum poenam. Hij werkte vanaf omstreeks 1826 als arts te Ten Boer. Van 1834 tot 1852 was hij burgemeester van Ten Boer.
Reddingius was getrouwd met Catharina Folmer. Uit dit huwelijk werd onder anderen een zoon Wibrandus geboren, die ook burgemeester in Ten Boer zou worden. Reddingius overleed op 62-jarige leeftijd te Ten Boer.
- Biografisch Portaal: 36087629
- International Standard Name Identifier: 0000 0003 8972 6889
- Nederlandse Thesaurus van Auteursnamen: 071901744
- Virtual International Authority File: 283207422
- WorldCat: E39PBJqbkGwqQ4qpXwg8Dm4pfq